# Veľký Krtíš
Veľký Krtíš (maďarsky Nagykürtös) je město na jižním Slovensku, v Banskobystrickém kraji, v okrese Veľký Krtíš. Město má přibližně 11 tisíc obyvatel.

## Poloha
Město se nachází na Krupinské planině, na říčce Krtíš, cca 27 km jihozápadně od Lučence a cca 13 km severně od maďarských hranic.

## Historie
První písemná zmínka o městě je z roku 1245. Téměř celou polovinu 16. století oblast okupovali Turci. Obec byla v následujících obdobích zničena a až do roku 1680 opuštěná. Hnědé uhlí se zde začalo těžit v polovině 19. století.

## Památky
- Jednolodní původně barokní evangelický kostel s představěnou věží z roku 1770. V roce 1841 byl klasicistně přestavěn.
- Renesanční kúria ze 17. století

## Osobnosti
- August Horislav Škultéty (1819–1892) – slovenský básník a etnograf

## Partnerská města
- Alexin, Rusko
- Písek, Česko